# Старая Деревня (станция метро)
«Ста́рая Дере́вня» — станция Петербургского метрополитена. Входит в состав Фрунзенско-Приморской линии, расположена между станциями «Крестовский остров» и «Комендантский проспект». До ввода в эксплуатацию участка «Достоевская» — «Спасская» 7 марта 2009 года временно входила в состав Правобережной линии.
Станция открыта 14 января 1999 года в составе участка «Чкаловская» — «Старая Деревня» (без станции «Крестовский остров»). Названа по расположению в одноимённом историческом районе. В проекте носила название «Сестрорецкая».

## Наземные сооружения

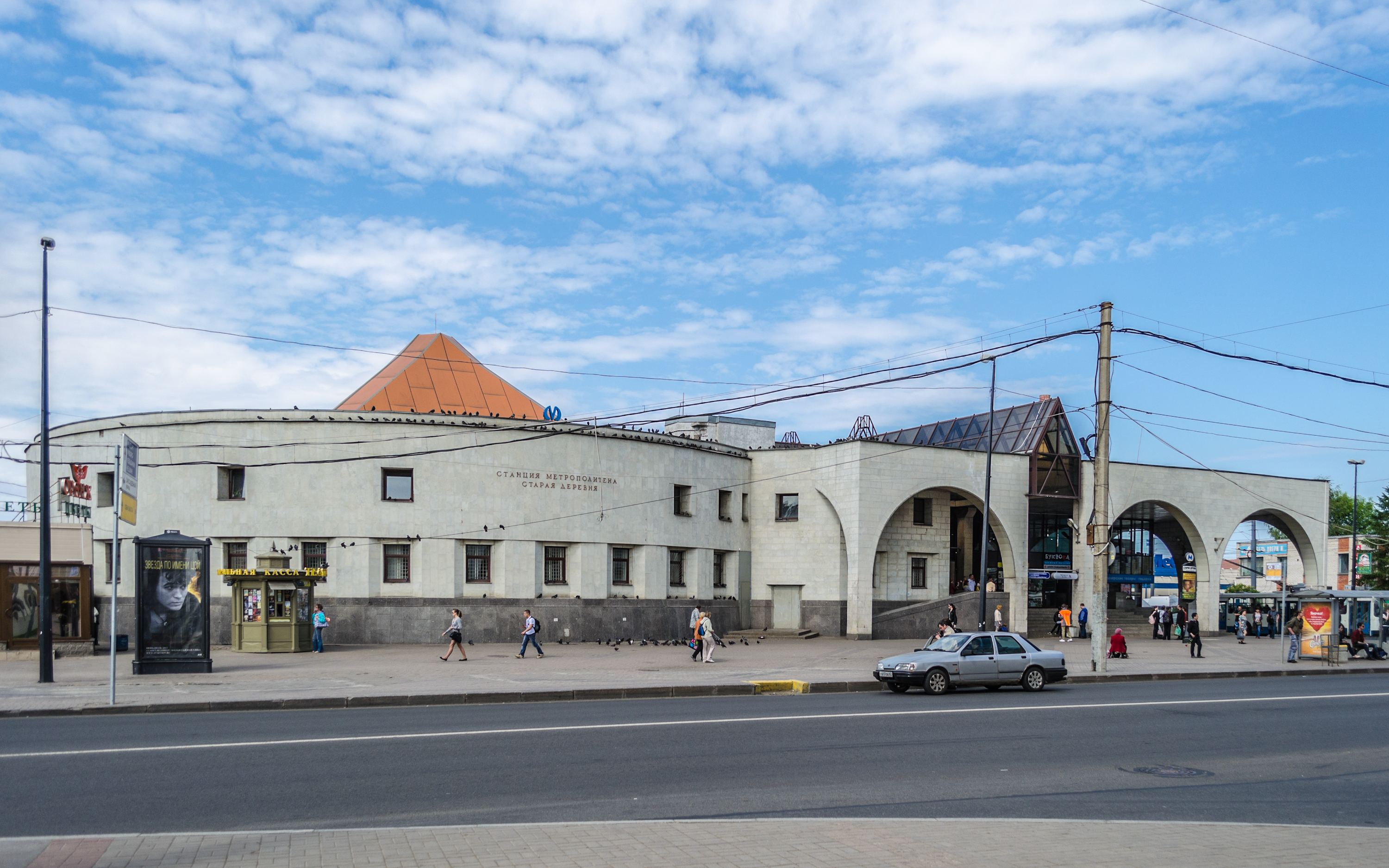
Павильон станции в 2012 году

Павильон станции выполнен на возвышении и располагается на Торфяной дороге, рядом с одноимённой железнодорожной платформой Сестрорецкого направления (прежнее название — «11-й километр»). Выполнен в виде круглого в плане двухэтажного кирпичного здания, в южной части которого расположены служебные помещения, а в северной — двухсветный остеклённый зал для входа и выхода пассажиров.
Остеклённый витражами вестибюль с лестницами на запад и восток стоит на высоком стилобате и защищен кровлей, которая по периметру крыши опирается на десять арок высотой 6 метров. В крыше имеется крестообразный фонарь дневного света.
Кассовый и эскалаторный залы вестибюля не объединены друг с другом и поэтому имеют различную архитектуру.
Куполообразной формы потолок эскалаторного зала украшает кольцевая люстра с оригинальными светильниками. Освещение решено в виде светильников дневного света на алюминиевых подвесных потолках.
В облицовке фасадов и отделке интерьеров использованы анодированный алюминий и натуральный камень — мрамор, гранит и сааремский доломит.
Облицованный гранитом наружный балкон вестибюля, который смотрел прямо на троллейбусное кольцо, недолго оставался в своём первозданном виде. В конце 1999 года он был отгорожен от остановки рядом ларьков, которые убрали в 2007 году. Однако практически сразу балкон перекрыли уже полностью, и начали встраивать в вестибюль торговый комплекс, который был сдан под цветочные павильоны и книжный магазин в октябре 2008 года. Тем самым первоначальный облик вестибюля утрачен. К тому же на 6 метров сузилось пространство у главного входа станции, предназначенное для ожидающих наземного транспорта пассажиров.
Освещение вестибюля снаружи до сих пор не обрело свои окончательные формы. Сначала главный вход освещался двумя парами обычных уличных фонарей, расположенных на колоннах и содержащих в себе натриевые лампы. Затем были смонтированы лампы дневного света на потолке. Однако из-за упомянутого строительства торговых рядов их тоже демонтировали.

## Подземные сооружения

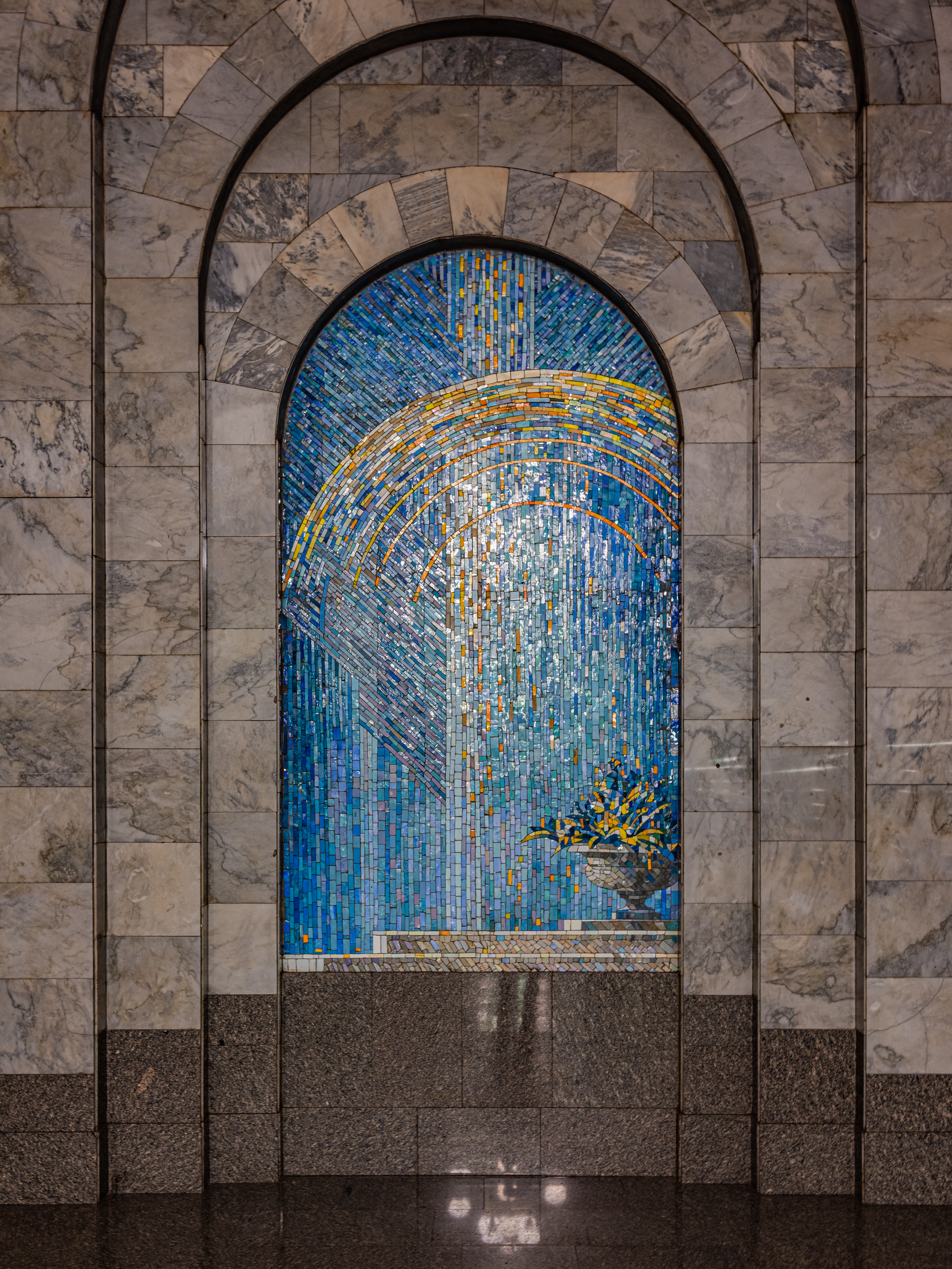
Панно в торце подземного зала

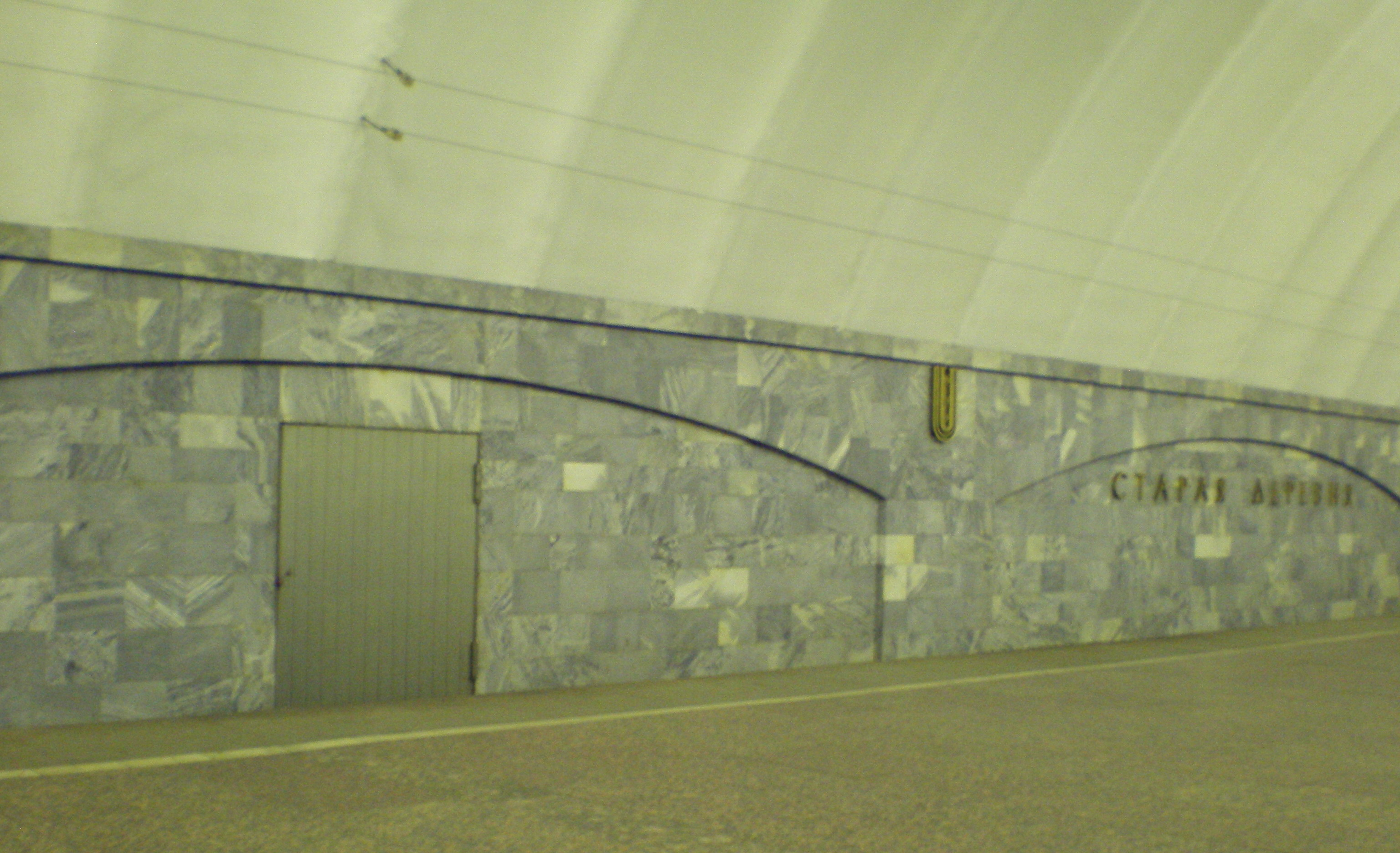
Путевая стена станции

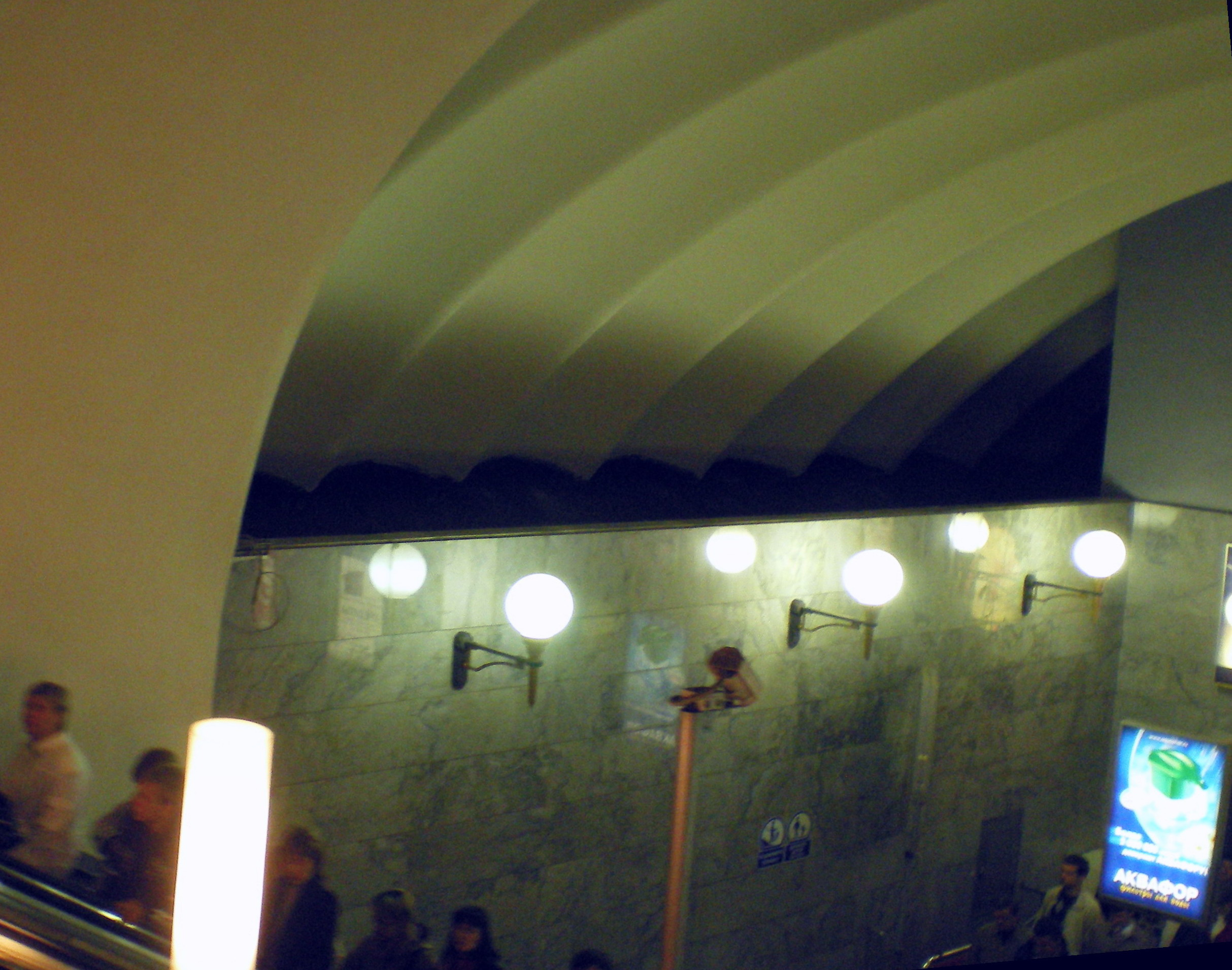
Нижний эскалаторный зал

«Старая Деревня» — односводчатая станция глубокого заложения (глубина ≈ 61 м). Выполнена по проекту архитекторов В. Н. Щербина и И. П. Макаюда. По оси платформы установлено семь высоких светильников-торшеров, стилизованных под городские фонари. Чугунные торшеры в верхней их части имеют по девять оригинальных светильников, в нижней части окольцованы деревянными скамьями для отдыха пассажиров, а также орнаментированными чугунными плитами на полу.
Путевые стены облицованы серо-голубоватым уральским мрамором «уфалей» и имеют сильно протяженные арки неглубокого рельефа, похожие на арки мостов. Путевые двери выполнены из алюминия, по форме и рисунку напоминают двери, установленные на станции «Политехническая». Кроме этого, на стенах расположены небольшие решётки, по виду похожие на медные с цветочным рисунком. Мраморные арки также украшают и торцевые стены служебных помещений.
В торцевой стене перронного зала, в окне центральной арки расположена мозаика (художник А. К. Быстров), передающая живописный образ приморского пейзажа. Платформа станции облицована красным гранитом.
Наклонный ход, содержащий четыре эскалатора, расположен в северном торце станции. Впервые его диаметр здесь увеличен до 10,5 м, что подсказано опытом эксплуатации таких сооружений в сложных инженерно-геологических условиях Санкт-Петербурга. В 2021 году светильники наклонного хода были заменены со «световых столбиков» на «факелы».

## Путевое развитие
За станцией расположен трёхстрелочный оборотный тупик с расположенным в нём ПТО. До открытия в 2005 году станции «Комендантский проспект» поезда оборачивались в этом тупике.

## Наземный транспорт

### Автобусные маршруты
| №       | Пересадки                                                                                | Конечный пункт 1  | Конечный пункт 2                  |
| ------- | ---------------------------------------------------------------------------------------- | ----------------- | --------------------------------- |
| 93      | Беговая Яхтенная Старая Деревня Пионерская Академическая Новая Охта Гражданский проспект | Лахтинский разлив | проспект Культуры                 |
| 101     | Яхтенная Беговая Лахта Ольгино Лисий Нос Горская                                         | Старая Деревня    | Кронштадт, Ленинградская пристань |
| 101Э    | Беговая                                                                                  | Старая Деревня    | Кронштадт, Гражданская улица      |
| 112     | Комендантский проспект Старая Деревня Беговая Лахта Ольгино                              | Удельная          | ЖК «Юнтолово»                     |
| 125 126 | Яхтенная Комендантский проспект                                                          | Старая Деревня    | Старая Деревня                    |
| 154     | Комендантский проспект                                                                   | Старая Деревня    | Арцеуловская аллея                |
| 154А    | Яхтенная                                                                                 | Старая Деревня    | Шуваловский проспект              |
| 166     | —                                                                                        | Старая Деревня    | Камышовая улица                   |
| 216А    | Беговая Лахта Ольгино Лисий Нос Горская Александровская Сестрорецк                       | Старая Деревня    | Сестрорецк, улица Борисова        |
| 223     | Комендантский проспект                                                                   | Старая Деревня    | Арцеуловская аллея                |
| 235     | Яхтенная Комендантский проспект Пионерская                                               | Старая Деревня    | Земский переулок                  |
| 258     | Комендантский проспект                                                                   | Старая Деревня    | Плесецкая улица                   |
| 279     | Комендантский проспект Пионерская                                                        | Старая Деревня    | Удельная                          |
| 294     | Комендантский проспект Пионерская Площадь Мужества Политехническая Академическая         | Старая Деревня    | Ручьи                             |

### Трамвайные маршруты
| №  | Пересадки | Конечный пункт 1 | Конечный пункт 2  |
| -- | --------- | ---------------- | ----------------- |
| 18 | —         | Старая Деревня   | улица Шаврова     |
| 19 | Беговая   | Старая Деревня   | Лахтинский разлив |

### Троллейбусные маршруты
| №  | Пересадки                         | Конечный пункт 1 | Конечный пункт 2       |
| -- | --------------------------------- | ---------------- | ---------------------- |
| 23 | Комендантский проспект            | Старая Деревня   | Арцеуловская аллея     |
| 25 | Комендантский проспект Пионерская | Старая Деревня   | улица генерала Хрулёва |
| 40 | Пионерская                        | Старая Деревня   | Суздальский проспект   |
| 52 | Комендантский проспект            | Старая Деревня   | Парашютная улица       |